# Enoplea
Enoplea este o clasă a nematodelor. Caracteristici: fasmidii absente; glande caudale prezente; amfide, situate înapoia buzelor, de tip spiral sau discoidal, reduse la formele parazite.  Sistemul excretor este rudimentar sau lipsește. Sunt nematode mici, libere, puține specii sunt parazite. Speciile libere sunt predominant marine, existând însa de asemenea și specii terestre sau dulcicole.
În clasificările mai vechi clasă Enoplea corespunde supraordinului Enoplia din  clasa Adenophorea (Aphasmida).